# Robin Holm
Robin Kjell Holm, född 15 augusti 1999, är en svensk-thailändsk professionell fotbollsspelare som spelar som mittfältare för Ettan-laget Täby FK.

## Statistik

### Klubbstatistik
| Klubb                                                  | Säsong            | Inhemsk liga              | Inhemsk liga | Inhemsk liga | Nat. täv. | Nat. täv. | Internat. täv. | Internat. täv. | Totalt | Totalt |
| Klubb                                                  | Säsong            | Serie                     | SM           | Mål          | SM        | Mål       | SM             | Mål            | SM     | Mål    |
| ------------------------------------------------------ | ----------------- | ------------------------- | ------------ | ------------ | --------- | --------- | -------------- | -------------- | ------ | ------ |
| IFK Eskilstuna                                         | 2022              | Division 2 Norra Svealand | 27           | 9            | 0         | 0         | 0              | 0              | 27     | 9      |
| IFK Eskilstuna                                         | Totalt i klubblag | Totalt i klubblag         | 27           | 9            | 0         | 0         | 0              | 0              | 27     | 9      |
| Täby FK                                                | 2022              | Ettan Norra               | 13           | 0            | 1         | 0         | 0              | 0              | 14     | 0      |
| Täby FK                                                | Totalt i klubblag | Totalt i klubblag         | 13           | 0            | 1         | 0         | 0              | 0              | 14     | 0      |
| Antal matcher och mål är korrekt per den 12 juli, 2022 |                   |                           |              |              |           |           |                |                |        |        |